# La tigre e il dragone
La tigre e il dragone (臥虎藏龍T, 卧虎藏龙S, Wòhǔ CánglóngP, lett. "La tigre accucciata, il dragone nascosto", espressione idiomatica cinese che indica i talenti nascosti) è un film del 2000 diretto da Ang Lee.
È una pellicola di genere wuxia, basata sul romanzo Wòhǔ Cánglóng di Wang Du Lu.
Il film, che è stato girato nel villaggio di Hongcun, un sito Patrimonio dell'umanità dell'UNESCO, venne presentato fuori concorso al 53º Festival di Cannes.

## Trama
1779, Li Mu Bai, grande guerriero e maestro wudang, torna a Pechino dopo alcune settimane di meditazione per informare Shu Lien (un'amica, anche lei maestra di arti marziali) di voler smettere di combattere e di voler regalare la sua spada, la leggendaria e micidiale "Destino Verde" forgiata quattrocento anni prima con un metallo praticamente indistruttibile, al signor Tie, un ricco abitante di Pechino, conoscente del governatore Yu. Shu Lien è dapprima sconcertata dalla decisione di Mu Bai sapendo che egli non ha ancora vendicato il suo vecchio maestro di arti marziali "Gru del Sud", ucciso anni prima da una famigerata assassina, "Volpe di Giada", ma Mu Bai le risponde che ha già trovato pace, perciò non vuole più combattere.
Arrivata alla casa del signor Tie con la preziosa spada, Shu Lien conosce anche Jen (la figlia del governatore Yu) una ragazza vivace ma infelice, ella infatti rivela a Shu Lien di essere in procinto di sposarsi con il rampollo dell'importantissima e ricchissima casata dei Go, ma di non concordare con la decisione della propria famiglia. Ella è anche abile nell'uso delle arti marziali ed è stata addestrata segretamente da "Volpe di Giada", infatti la notte dopo, mascherata da ladra, entra nella casa del signor Tie e ruba il "Destino Verde". Il primo a dare l'allarme è il maestro Bo, amico di Mu Bai e Shu Lien, quest'ultima ingaggia una lotta contro Jen che però la sconfigge e fugge.
Il giorno seguente il maestro Bo controlla due persone sospette, e scoperto da costoro apprende che sono un ispettore di polizia chiamato Tsai e la figlia di quest'ultimo, entrambi esperti di arti marziali; i due rivelano di sapere chi ha orchestrato il furto del "Destino Verde", ossia "Volpe di Giada", che anni prima uccise la moglie dell'ispettore; nello stesso momento una piuma appuntita entra dalla finestra della casa di Tsai e vi viene trovato allegato un messaggio dove "Volpe di Giada" dice di volersi incontrare con Tsai, la figlia e il maestro Bo in un luogo chiamato la "Collina Gialla". Arrivati lì, nel combattimento subentrano anche Jen e Li Mu Bai, che si scontrano, poco dopo "Volpe di Giada" uccide Tsai e poi lei e Jen fuggono.
La sera dopo Jen torna alla casa del signor Tie e rimette il "Destino Verde" al suo posto, però viene sorpresa da Mu Bai, che non la ferma, ma le dice solo che oltre a trovare la pace non combattendo più, vuole anche trovare un degno allievo a cui insegnare l'arte dei maestri wudang e dice a Jen che è lei l'allievo che sta cercando, ma lei rifiuta e torna da "Volpe di Giada". Quella stessa sera "Volpe di Giada" scopre che l'allieva Jen è di molto superiore a lei, in quanto non sapendo leggere l'assassina non è riuscita a scoprire i segreti dell'arte di Wudang; Jen fugge (dopo aver ripreso il Destino Verde) e comincia la vita da guerriera errante; il signor Tie convince il governatore ad affidare la ricerca a Shu Lien e Li Mu Bai, che ripone in Jen la speranza di avere l'allievo che ha sempre desiderato.
Purtroppo per Li Mu Bai il desiderio di vendetta per il proprio maestro approda a un tragico epilogo, perché nonostante il monaco riesca nel suo intento di uccidere "Volpe di Giada", viene colpito da uno dei dardi avvelenati dell'assassina, che ha tentato di disfarsi della giovane allieva considerata una traditrice. Neanche la disperata corsa per l'antidoto riesce a salvare il grande maestro, che muore tra le braccia dell'amata Shu Lien. Poco dopo, Jen raggiunge il monte Wudang dove incontra il suo amante Lo. Dopo una notte di amore con lui, la mattina seguente si reca su di un ponte posto sul monte. Quando viene raggiunta da Lo, Jen chiede a quest'ultimo di esprimere un desiderio, in ottemperanza ad un'antica leggenda. Una volta espresso il desiderio di rimanere con lei nel deserto, Jen si lancia nel vuoto, scomparendo tra le nuvole.

## Accoglienza
Realizzato con un budget di 15.000.000 di dollari il film ha avuto un notevole successo. Negli Stati Uniti ha sbancato al botteghino, incassando 128.078.872 dollari e diventando il film straniero ad aver incassato di più negli Stati Uniti (davanti alla La vita è bella di Roberto Benigni). In Italia ha incassato 4.662.669 di euro ed è stato il ventinovesimo maggior incasso italiano nella stagione 2000-2001.
In Oriente, sebbene sia stato generalmente ben accolto, sono state mosse critiche al fatto che gli attori principali parlassero in cinese con accenti fortemente diversi e incoerenti con l'origine dei personaggi. Nella realtà difficilmente avrebbero potuto capirsi tra loro, tanto che già durante le riprese la situazione apparve bizzarra ai componenti cinesi della troupe cinematografica.

## Riconoscimenti
- 2001 - Premio Oscar
  - Miglior film straniero (Taiwan)
  - Migliore fotografia a Peter Pau
  - Migliore scenografia a Tim Yip
  - Miglior colonna sonora a Tan Dun
  - Candidatura al miglior film a William Kong, Li-Kong Hsu e Ang Lee
  - Candidatura alla migliore regia a Ang Lee
  - Candidatura alla migliore sceneggiatura non originale a Hui-Ling Wang, James Schamus e Kuo Jung Tsai
  - Candidatura ai migliori costumi a Tim Yip
  - Candidatura al miglior montaggio a Tim Squyres
  - Candidatura alla miglior canzone (A Love Before Time) a Jorge Calandrelli, Tan Dun e James Schamus
- 2001 - Golden Globe
  - Miglior film straniero
  - Migliore regia a Ang Lee
  - Candidatura alla miglior colonna sonora a Tan Dun
- 2001 - Premio BAFTA
  - Miglior film straniero
  - Migliore regia a Ang Lee
  - Miglior colonna sonora a Tan Dun
  - Migliori costumi a Timmy Yip
  - Candidatura al miglior film a William Kong, Li-Kong Hsu e Ang Lee
  - Candidatura alla miglior attrice protagonista a Michelle Yeoh
  - Candidatura alla miglior attrice non protagonista a Ziyi Zhang
  - Candidatura alla migliore sceneggiatura non originale a Hui-Ling Wang, James Schamus e Kuo Jung Tsai
  - Candidatura alla migliore fotografia a Peter Pau
  - Candidatura alla migliore scenografia a Timmy Yip
  - Candidatura al miglior trucco a Yun-Ling Man e Siu-Mui Chau
  - Candidatura al miglior montaggio a Tim Squyres
  - Candidatura al miglior sonoro a Drew Kunin, Reilly Steele, Eugene Gearty e Robert Fernandez
  - Candidatura ai migliori effetti speciali a Rob Hodgson, Leo Lo, Jonathan F. Styrlund, Bessie Cheuk e Travis Baumann
- 2001 - MTV Movie Award
  - Miglior combattimento (Ziyi Zhang contro tutta la locanda)
  - Candidatura al miglior film
  - Candidatura alla miglior performance rivelazione a Ziyi Zhang
- 2000 - National Board of Review Award
  - Miglior film straniero
  - Migliori dieci film
- 2001 - Kansas City Film Critics Circle Award
  - Miglior film straniero
- 2000 - Los Angeles Film Critics Association Award
  - Miglior film
  - Migliore fotografia a Peter Pau
  - Migliore scenografia a Timmy Yip
  - Miglior colonna sonora a Tan Dun
  - Candidatura al migliore regia a Ang Lee
  - Candidatura alla miglior attrice non protagonista a Ziyi Zhang
- 2001 - Saturn Award
  - Miglior film d'azione/di avventura/thriller
  - Candidatura alla migliore regia a Ang Lee
  - Candidatura al miglior attore protagonista a Chow Yun-Fat
  - Candidatura alla miglior attrice protagonista a Michelle Yeoh
  - Candidatura alla miglior attrice non protagonista a Ziyi Zhang
  - Candidatura alla migliore sceneggiatura a Hui-Ling Wang, James Schamus e Kuo Jung Tsai
  - Candidatura ai migliori costumi a Timmy Yip
  - Candidatura alla miglior colonna sonora a Tan Dun e Yo-Yo Ma
- 2001 - Critics' Choice Movie Award
  - Miglior film straniero
  - Candidatura al miglior film
- 2000 - New York Film Critics Circle Award
  - Migliore fotografia a Peter Pau
  - Candidatura al miglior film
  - Candidatura alla migliore regia a Ang Lee
- 2001 - Satellite Award
  - Miglior film straniero
  - Candidatura alla migliore regia a Ang Lee
  - Candidatura alla migliore fotografia a Peter Pau
  - Candidatura alla migliore scenografia a Timmy Yip
  - Candidatura ai migliori costumi a Timmy Yip
  - Candidatura al miglior montaggio a Tim Squyres
  - Candidatura al miglior sonoro a Eugene Gearty
- 2002 - ASCAP Award
  - Top Box Office Films a Tan Dun
- 2001 - Premio Amanda
  - Candidatura al miglior film straniero a Ang Lee
- 2001 - American Cinema Editors
  - Candidatura al miglior montaggio a Tim Squyres
- 2001 - American Society of Cinematographers
  - Candidatura alla migliore fotografia a Peter Pau
- 2001 - Art Directors Guild
  - Candidatura alla migliore scenografia a Timmy Yip, Eddy Wong, Zhanjia Yang, Xing-Zhan Yang, Jian-Quo Wang e Bin Zhao
- 2001 - Australian Film Institute
  - Miglior film straniero a Ang Lee e James Schamus
- 2001 - Beijing Student Film Festival
  - Premio della giuria per i migliori effetti speciali
- 2000 - Bergen International Film Festival
  - Premio del pubblico a Ang Lee
- 2001 - Blockbuster Entertainment Award
  - Candidatura alla miglior coppia a Chow Yun-Fat e Michelle Yeoh
- 2001 - Bodil Award
  - Miglior film straniero a Ang Lee
- 2001 - Bogey Award
  - Bogey Award
- 2000 - Boston Society of Film Critics Award
  - Miglior film straniero
  - Migliore fotografia a Peter Pau
- 2001 - Chicago Film Critics Association Award
  - Miglior film straniero
  - Miglior performance rivelazione a Ziyi Zhang
  - Migliore fotografia a Peter Pau
  - Miglior colonna sonora a Tan Dun
  - Candidatura al miglior film
  - Candidatura alla migliore regia a Ang Lee
  - Candidatura alla miglior attrice non protagonista a Ziyi Zhang
- 2001 - Empire Award
  - Candidatura al miglior film
  - Candidatura alla migliore regia a Ang Lee
- 2000 - European Film Award
  - Candidatura al Screen International Award a Ang Lee
- 2001 - Independent Spirit Award
  - Miglior film a William Kong, Li-Kong Hsu e Ang Lee
  - Migliore regia a Ang Lee
  - Miglior attrice non protagonista a Ziyi Zhang
- 2001 - Directors Guild of America
  - DGA Award a Ang Lee, Helen Li, Kai Keung Lai, Sylvia Liu, Jin Ting Zhang, Ying-Ying Zhou, Hong-Bo Zhu, Cheng Lin Xu e Bu-Si Ta (Assistenti Registi)
- 2001 - Writers Guild of America
  - Candidatura al WGA Award a Hui-Ling Wang, James Schamus e Kuo Jung Tsai
- 2001 - Motion Picture Sound Editors
  - Miglior montaggio sonoro (Dialoghi ADR)
  - Candidatura al miglior montaggio sonoro (Musica)
  - Candidatura al miglior montaggio sonoro
- 2001 - Southeastern Film Critics Association Award
  - Miglior film straniero
- 2001 - British Society of Cinematographers
  - Candidatura alla migliore fotografia a Peter Pau
- 2001 - Camerimage
  - Candidatura alla Rana d'Oro a Peter Pau
- 2001 - Premio Chlotrudis
  - Migliore regia a Ang Lee
  - Candidatura al miglior film
  - Candidatura alla miglior attrice a Michelle Yeoh
  - Candidatura al miglior attore non protagonista a Chen Chang
  - Candidatura alla migliore fotografia a Peter Pau
- 2002 - Cinema Brazil Grand Prize
  - Candidatura al miglior film straniero
- 2001 - Dallas-Fort Worth Film Critics Association Award
  - Miglior film straniero
  - Migliore fotografia a Peter Pau
- 2001 - Film Critics Circle of Australia Award
  - Miglior film straniero
- 2001 - Florida Film Critics Circle Award
  - Miglior film straniero
  - Migliore fotografia a Peter Pau
- 2000 - Ghent International Film Festival
  - Georges Delerue Prize a Tan Dun
  - Candidatura al Grand Prix a Ang Lee
- 2001 - Golden Bauhinia Award
  - Miglior film
  - Migliore regia a Ang Lee
  - Miglior attrice non protagonista a Ziyi Zhang
- 2000 - Golden Horse Film Festival
  - Miglior film a Ang Lee
  - Miglior direzione delle azioni a Woo-Ping Yuen
  - Miglior montaggio a Tim Squyres
  - Migliori effetti sonori a Eugene Gearty
  - Migliori effetti speciali a Leo Lo e Rob Hodgson
  - Candidatura al miglior film a William Kong, Li-Kong Hsu e Ang Lee
  - Candidatura alla migliore regia a Ang Lee
  - Candidatura alla miglior attrice a Ziyi Zhang
  - Candidatura alla miglior attrice a Michelle Yeoh
  - Candidatura alla migliore sceneggiatura non originale a Hui-Ling Wang, James Schamus e Kuo Jung Tsai
  - Candidatura alla migliore fotografia a Peter Pau
  - Candidatura alla migliore scenografia a Timmy Yip
  - Candidatura alla miglior canzone (A Love Before Time) a Tan Dun
- 2000 - Golden Rooster Award
  - Candidatura alla miglior Co-Produzione
- 2001 - Golden Trailer Award
  - Miglior arte e commercio
  - Migliore romanzo
- 2002 - Grammy Award
  - Miglior colonna sonora a Tan Dun
  - Candidatura alla miglior canzone (A Love Before Time) a Jorge Calandrelli, Tan Dun e James Schamus
- 2001 - Hong Kong Film Award
  - Miglior film
  - Migliore regia a Ang Lee
  - Miglior attrice non protagonista a Pei-Pei Cheng
  - Miglior direzione dell'azione a Woo-Ping Yuen
  - Migliore fotografia a Peter Pau
  - Miglior sound design a Eugene Gearty
  - Miglior colonna sonora a Tan Dun
  - Miglior canzone (Moonlight Lover) a CoCo Lee
  - Candidatura al miglior attore a Chow Yun-Fat
  - Candidatura alla miglior attrice a Ziyi Zhang
  - Candidatura alla miglior attrice a Michelle Yeoh
  - Candidatura al miglior attore non protagonista a Chen Chang
  - Candidatura alla migliore sceneggiatura non originale a Hui-Ling Wang, James Schamus e Kuo Jung Tsai
  - Candidatura alla migliore scenografia a Timmy Yip
  - Candidatura alla migliori costumi a Timmy Yip
  - Candidatura alla miglior trucco a Timmy Yip
  - Candidatura al miglior montaggio a Tim Squyres
- 2001 - Hong Kong Film Critics Society Award
  - Premio Speciale a Woo-Ping Yuen
  - Premio al merito
- 2001 - Premio Hugo
  - Miglior rappresentazione drammatica[4]
- 2001 - London Critics Circle Film Award
  - Film straniero dell'anno
  - Candidatura al Film dell'anno
  - Candidatura al Regista dell'anno a Ang Lee
- 2001 - National Society of Film Critics Award
  - Candidatura alla Migliore regia a Ang Lee
- 2001 - Online Film Critics Society Award
  - Miglior film straniero
  - Migliore fotografia a Peter Pau
  - Candidatura al miglior film
  - Candidatura alla migliore regia a Ang Lee
  - Candidatura alla miglior attrice non protagonista a Ziyi Zhang
  - Candidatura al miglior montaggio a Tim Squyres
  - Candidatura alla miglior colonna sonora a Tan Dun
- 2001 - PGA Award
  - Migliori produttori dell'anno a William Kong, Li-Kong Hsu e Ang Lee
- 2001 - Phoenix Film Critics Society Award
  - Miglior film straniero a Ang Lee
  - Candidatura al miglior montaggio a Tim Squyres
- 2001 - Robert Festival
  - Miglior film straniero a Ang Lee
- 2002 - Science Fiction and Fantasy Writers of America
  - Migliore sceneggiatura a Hui-Ling Wang, James Schamus e Kuo Jung Tsai
- 2001 - Teen Choice Awards
  - Miglior performance rivelazione a Ziyi Zhang
- 2000 - Toronto Film Critics Association Award
  - Miglior film
  - Miglior attrice non protagonista a Ziyi Zhang
  - Candidatura alla migliore regia a Ang Lee
  - Candidatura alla miglior performance femminile a Michelle Yeoh
- 2000 - Toronto International Film Festival
  - Premio del pubblico a Ang Lee
- 2001 - Vancouver Film Critics Circle
  - Candidatura alla miglior attrice a Michelle Yeoh
- 2001 - World Soundtrack Award
  - Scoperta dell'anno a Tan Dun
- 2001 - World Stunt Award
  - Candidatura alla miglior direzione Stunt a Woo-Ping Yuen
- 2001 - Young Artist Award
  - Miglior giovane attrice in un film a Ziyi Zhang

## Sequel
Nel 2016 è uscito un sequel intitolato Crouching Tiger, Hidden Dragon: Sword of Destiny, diretto da Yuen Wo Ping.